# Alexandru Djuvara
Alexandru Djuvara (prononcé : [alekˈsandru d͡ʒjuˈvara]), né le 20 décembre 1858 à Bucarest et mort le 1er février 1913 dans la même ville, est un écrivain, journaliste et homme politique roumain.

## Biographie

### Jeunesse
Alexandru Djuvara naît le 20 décembre 1858 à Bucarest. Il est l'oncle de l'éminent historien roumain Neagu Djuvara. Diplômé du lycée Louis-le-Grand à Paris, il poursuit des études de droit à l'École d'histoire et de sciences politiques. Après avoir terminé ses études de droit, Alexandru Djuvara étudie l'ingénierie à l'École polytechnique de Paris.

### Carrière politique
Alexandru Djuvara est ministre des Affaires étrangères de la Roumanie du 1er novembre 1909 au 28 décembre 1910 sous le règne du roi roumain Carol Ier. Il occupe également le poste de ministre de l'industrie et du commerce.
Il meurt le 1er février 1913 dans sa ville natale.